# Efecte Zenó quàntic
L'efecte Zenó quàntic és un fenomen quàntic que consisteix en l'absència d'evolució temporal d'un sistema físic, descrit per les lleis de la mecànica quàntica, causat per la mesura continuada d'aquest sistema. El nom prové de la paradoxa de la sageta de Zenó.

## Història
L'efecte Zenó quàntic va ser descrit per primera vegada el 1977 per George Sudarshan i Baidyanaith Misra de la Universitat de Texas, que en van fer una predicció exclusivament teòrica. Posteriorment, en 1989, David Wineland del National Institute of Standards and Technology va observar experimentalment l'efecte Zenó quàntic per a dos nivells atòmics en ions de beril·li. No va ser fins a 2001 que Mark G. Raizen i el seu equip de la Universitat de Texas van observar l'efecte Zenó quàntc directament; és a dir, experimentalment van veure com l'evolució d'un sistema inestable s'aturava completament en observar-lo de forma contínua.